# Handelsoorlog
Een handelsoorlog of handelsconflict is een conflict tussen twee staten of organisaties, waarbij beide elkaar via economische sancties proberen te treffen. Tegenwoordig worden deze conflicten op ambtelijk niveau opgelost, maar in vroeger tijden werd er vaak oorlog om gevoerd. In de tijd van de Vereenigde Oostindische Compagnie werden bijvoorbeeld regelmatig handelsoorlogen met bijvoorbeeld Engeland of Spanje gevoerd. 
In principe kunnen landen een klacht over gedrag van een ander land of blok indienen bij de Wereldhandelsorganisatie, waarna deze organisatie de klacht toetst en hier een uitspraak over doet.

## Oorzaak
Meestal ligt een economisch conflict ten grondslag aan een handelsoorlog. Een staat voelt zich bijvoorbeeld onheus beconcurreerd door de industrie van een andere staat, of ergert zich over het feit dat een andere staat via subsidies of heffingen zijn binnenlandse markt afsluit en wel exporteert. Dit laatste heeft vaak tot kleine conflicten met Japan geleid, terwijl tijdens de Grote Depressie de meeste landen via eenzijdige maatregelen en tegenmaatregelen een meervoudige handelsoorlog veroorzaakten die de depressie uiteindelijk verergerde. Ook heeft Europa kleine handelsoorlogen met de Verenigde Staten van Amerika (staal) en China (textiel) gevoerd.

## Uitingen
De wapens in een handelsoorlog bestaan vaak uit heffingen, importbeperkingen of -verboden, waardeaanpassingen van de nationale valuta, en binnenlandse subsidies. Soms kan een handelsoorlog een (van de) reden(en) zijn om een "echte" oorlog in de zin van een gewapend conflict te beginnen.
Ook kunnen economische middelen weleens ingezet worden in een echte oorlog. Zo trachtten de geallieerden in 1939-1940 bijvoorbeeld olie voor extreem hoge prijzen van Roemenië te kopen, waardoor de prijs steeg en Duitsland (dat een chronisch deviezengebrek had) nauwelijks nog olie kon kopen. De Duitsers sloegen echter terug door de Roemenen een wortel (wapens voor olie) met stok (dreigementen met oorlog) voor te houden.

## Voorbeelden

### 2005: textielconflict EU, VS en China
Anno 2005 is er een conflict tussen de Volksrepubliek China enerzijds en de EU en ook de Verenigde Staten anderzijds. Op 1 januari liep een langdurige overeenkomst binnen de Wereldhandelsorganisatie over quota op de invoer van textiel af. Na afloop van die datum werd de markt voor textiel geliberaliseerd. De markten van de EU werden daarna overspoeld met goedkoop textiel uit China, wat met name een bedreiging vormde voor de producenten van textiel in Zuid-Europa. Door de EU en China werd afgesproken dat er maximaal 10% meer textiel zou worden ingevoerd ten opzichte van 2004. Eind augustus 2005 werd dat quotum echter bereikt en sindsdien lobbyen importeurs in met name West-Europa voor versoepeling van het quotum. 
Namens de Europese Unie onderhandelt Europees Commissaris Peter Mandelson over de quota.

### 2025:Importheffingen van de regering-Trump II
Een recent voorbeeld van een handelsoorlog is die tussen de Verenigde Staten en de rest van de wereld in 2025.
aanbod · aandeel · balans · bank · bedrijf · bedrijfsvorm · belegging · beroep · centrale bank · deflatie · economisch model · economische groei · effectenbeurs · elasticiteit · geld · handel · handelsoorlog · handelsrecht · handelsregister · inflatie · kartel · kredietcrisis · Kamer van Koophandel · lening · marketing · markt · marktaandeel · markteconomie · marktfalen · marktwerking · mededinging · modaal inkomen · monopolie · monopolistische concurrentie · monopsonie · oligopolie · omzetbelasting · overheidsfalen · perfecte markt · prijs · prijsafspraak · solvabiliteit · staatsbankroet · staatsschuld · vraag · volkomen concurrentie